# La Rocade (tramway de Rabat-Salé)
 (avril 2025).
Motif : les stations de tramway ne sont habituellement pas admissibles
- Archive Wikiwix
- Bing
- Cairn
- DuckDuckGo
- E. Universalis
- Gallica
- Google
- G. Books
- G. News
- G. Scholar
- Persée
- Qwant
- (zh) Baidu
- (ru) Yandex

| 1. | Préciser le motif de la pose du bandeau. | Précisez le motif de la pose du bandeau en utilisant la syntaxe suivante : {{admissibilité à vérifier\|date=juillet 2025\|motif=remplacez ce texte par le motif}}                                      |
| 2. | Informer les utilisateurs concernés.     | Pensez à avertir le créateur de l'article, par exemple, en insérant le code ci-dessous sur sa page de discussion : {{subst:avertissement admissibilité à vérifier\|La Rocade (tramway de Rabat-Salé)}} |

Ligne 2
Hay Moulay Ismail
Yacoub Al Mansour Bab Lkaria
Hôpital Moulay Abdellah
La Rocade (en arabe : الطريق المداري, Al-Tariq Al-Madary) est une station de la ligne 2 du tramway de Rabat-Salé.

## Situation sur le réseau
La station se sur l'avenue Zarbia, dans le quartier Moulay Ismail de Salé. Comme son nom l'indique, la station se trouve au dessus de la Rocade 2 de Rabat-Salé.

## Histoire
La station est mise en service le 16 février 2022, lors de l'ouverture de l'extension de la ligne 2 jusqu'à l'hôpital Moulay Abdellah.